# Castellfort
Castellfort è un comune spagnolo di 230 abitanti situato nella comunità autonoma Valenciana.